# Дуб звичайний (1 дерево, Вілія, виділ 9)
«Дуб звича́йний (1 дерево)» — ботанічна пам'ятка природи місцевого значення в Україні.
Зростає у кварталі 45 виділі 9 лісового урочища «Вілія» Забарівського лісництва поблизу с. Вілія Кременецького району Тернопільської області.
Оголошена об'єктом природно-заповідного фонду рішенням Тернопільської обласної ради від 18 березня 1994 року.
Перебуває у віданні ДП «Кременецьке лісове господарство».
Площа — 0,01 га. Під охороною — одне дерево дуба черешчатого віком понад 93 років, діаметром 38 см і висотою 31 м, що має господарську, наукову та естетичну цінність. Служить насіннєвою базою для заготівлі живців і насіння.